# Cirrhilabrus lanceolatus
Cirrhilabrus lanceolatus là một loài cá biển thuộc chi Cirrhilabrus trong họ Cá bàng chài. Loài này được mô tả lần đầu tiên vào năm 1991.

## Từ nguyên
Từ định danh lanceolatus trong tiếng Latinh có nghĩa là "có hình mũi giáo", hàm ý đề cập đến hình dạng đặc trưng của vây đuôi của cá đực trưởng thành.

## Phạm vi phân bố và môi trường sống
C. lanceolatus ban đầu chỉ được ghi nhận tại đảo Okinawa và Izu Oshima ở vùng biển phía nam Nhật Bản, cũng như tại quần đảo Ryukyu. Loài này sau đó cũng được biết đến tại bãi cạn Scarborough.
C. lanceolatus sống gần các rạn san hô trên nền đá vụn ở độ sâu khoảng 30–60 m.

## Mô tả
Chiều dài lớn nhất được ghi nhận ở C. lanceolatus là 9 cm.
Cá đực trưởng thành của C. lanceolatus có màu hoa cà hoặc hồng tím nhạt. Một dải sọc màu tím sẫm dọc theo lưng, băng qua mắt và dừng ở môi trên. Một sọc ngắn hơn có cùng màu nằm trên má, ngay dưới mắt. Vây lưng trong suốt, ánh màu xanh mòng két, tương tự như ở vây hậu môn và vây đuôi. Vây đuôi dài, hình mũi giáo ở cá đực trưởng thành, có các cặp sọc chữ V màu xanh ánh kim ở rìa. Vây bụng màu trắng, có một vết nhòe màu đen.
Cá đực mùa giao phối có màu sắc tươi sáng hơn. Vây lưng ánh màu xanh lục sáng. Vây hậu môn chuyển sang màu nâu tím, viền xanh lam óng ở rìa. Vây bụng chuyển dần sang màu vàng làm nổi bật đốm đen. Sọc tím trên lưng và má chuyển sang màu xanh lam nhạt.
Số gai ở vây lưng: 11; Số tia vây ở vây lưng: 9; Số gai ở vây hậu môn: 3; Số tia vây ở vây hậu môn: 9; Số tia vây ở vây ngực: 15; Số gai ở vây bụng: 1; Số tia vây ở vây bụng: 5.

## Phân loại học
C. lanceolatus là loài chị em gần nhất với Cirrhilabrus roseafascia trong phức hợp loài Cirrhilabrus jordani.

## Thương mại
C. lanceolatus hầu như không xuất hiện trong ngành buôn bán cá cảnh, nếu có thì giá của chúng khá đắt.